# NGC 5756
NGC 5756 is een balkspiraalstelsel in het sterrenbeeld Weegschaal. Het hemelobject werd op 5 juni 1836 ontdekt door de Britse astronoom John Herschel.

## Synoniemen
- MCG -2-38-12
- IRAS 14448-1438
- PGC 52825